# فاصله ماهالانوبیس
فاصله ماهالانوبیس (به انگلیسی: Mahalanobis distance) یک مقیاس فاصله بین یک نقطه P و یک توزیع D است که اولین بار توسط آقای پراسانتا چاندرا ماهالانوبیس در سال ۱۹۳۶ معرفی شد. انگیزه اولیه از این تعریف، حل مسئله تعیین مشابهت جمجمه‌ها بر اساس اندازه‌گیری‌ها بود که در سال ۱۹۲۷ مطرح شد.
این تعریف یک تعمیم چند-بعدی از ایده «نقطه P از میانگین D چند انحراف معیار دور است» می‌باشد. این فاصله برای P در میانگین D صفر است، و هر قدر P از میانگین در طول هر محور مولفه اصلی دور شود، افزایش می‌یابد. اگر هر کدام از این محورها تغییر مقیاس دهند تا واریانس واحد داشته باشند، آنوقت فاصله ماهالانوبیس با فاصله اقلیدسی استاندارد در فضای تبدیل یافته متناظر هست. از این‌رو فاصله ماهالانوبیس بدون واحد، مستقل از مقیاس است، و همبستگی مجموعه داده را درنظر می‌گیرد.

## تعریف
اگر یک توزیع احتمال {\displaystyle Q} در {\displaystyle \mathbb {R} ^{N}} با میانگین {\displaystyle {\vec {\mu }}=(\mu _{1},\mu _{2},\mu _{3},\dots ,\mu _{N})^{\mathsf {T}}} و ماتریس کوواریانس مثبت-معین {\displaystyle S} را داشته باشیم، فاصله ماهالانوبیس برای یک نقطه {\displaystyle {\vec {x}}=(x_{1},x_{2},x_{3},\dots ,x_{N})^{\mathsf {T}}} از {\displaystyle Q} برابر است با:
{\displaystyle d_{M}({\vec {x}},Q)={\sqrt {({\vec {x}}-{\vec {\mu }})^{\mathsf {T}}S^{-1}({\vec {x}}-{\vec {\mu }})}}.}
اگر دو نقطه {\displaystyle {\vec {x}}} و {\displaystyle {\vec {y}}} در {\displaystyle \mathbb {R} ^{N}} را داشته باشیم، فاصله ماهالانوبیس بین آن‌ها با توجه به {\displaystyle Q} برابر است با:
{\displaystyle d_{M}({\vec {x}},{\vec {y}};Q)={\sqrt {({\vec {x}}-{\vec {y}})^{\mathsf {T}}S^{-1}({\vec {x}}-{\vec {y}})}}.}
که این یعنی {\displaystyle d_{M}({\vec {x}},Q)=d_{M}({\vec {x}},{\vec {\mu }};Q)}.
به این دلیل که {\displaystyle S} مثبت-معین است، {\displaystyle S^{-1}} نیز همین‌طور هست و در نتیجه ریشه دوم همیشه تعریف شده‌است.